# Александровка (Литинский район)
Алекса́ндровка (укр. Олекса́ндрівка) — село на Украине, находится в Литинском районе Винницкой области.
Код КОАТУУ — 0522482802. Население по переписи 2001 года составляет 443 человека. Почтовый индекс — 22326. Телефонный код — 4347.
Занимает площадь 0,149 км².
В селе действует храм святых мучениц Веры, Надежды, Любови и матери их Софии Литинского благочиния Винницкой епархии Украинской православной церкви.

## Адрес местного совета
22325, Винницкая область, Литинский р-н, с. Журавное, ул. Ленина, 3